# Kaynaşlı
Kaynaşlı là một huyện thuộc tỉnh Düzce, Thổ Nhĩ Kỳ. Huyện có diện tích 205 km² và dân số thời điểm năm 2007 là 20888 người, mật độ 102 người/km².